# Felipe Moura Brasil
Felipe Moura Brasil (Rio de Janeiro, 18 de maio de 1981) é um escritor, jornalista, blogueiro, comentarista e apresentador brasileiro.

## Biografia
Felipe Moura Brasil nasceu no Rio de Janeiro em 18 de maio de 1981.[carece de fontes?]
É descendente de José Cardoso de Moura Brasil, médico cearense, criador do Colírio Moura Brasil.[carece de fontes?]
Trabalhou em agências de publicidade, produtoras de cinema e empresas de comunicação.[carece de fontes?]
É coautor da antologia Contra a juventude (2007), que reúne textos publicados no site Tribuneiros.[carece de fontes?]
Escreveu resenhas para o Jornal do Brasil entre 2008 e 2009.[carece de fontes?]

### Blog do Pim
Foi criador do Blog do Pim (seu apelido) em 2010 e, naquele mesmo ano, virou colaborador do site Mídia Sem Máscara, criado por Olavo de Carvalho.[carece de fontes?] Seu "Soneto do estudante sério", dedicado ao escritor, recebeu críticas positivas por ele em seu programa True Outspeak em 20 de junho de 2012. Segundo Felipe, essa foi a primeira forma que encontrou para lhe agradecer pelos ensinamentos que iluminaram sua vida.

### Editora Record
Ainda em 2012, tendo começado a trabalhar também como organizador, tradutor e copidesque de livros da Editora Record, tomou a iniciativa de organizar o livro de Olavo de Carvalho O mínimo que você precisa saber para não ser um idiota publicado em 2013, pela Editora  Record.

### Veja
Com o sucesso das publicações de seu antigo Blog do Pim e demais espaços, foi convidado para ser blogueiro do site da revista Veja, cujo lançamento foi em 2 de dezembro de 2013.[carece de fontes?]
Fez nesse espaço análises irreverentes dos fatos essenciais de política e cultura no Brasil e no resto do mundo, segundo o próprio, "com base na regra de Lima Barreto: 'Troça e simplesmente troça, para que tudo caia pelo ridículo'."[carece de fontes?]
Felipe também foi comentarista regular no programa Estúdio Veja na TV Veja.[carece de fontes?]
Em março de 2017, foi convidado pela chamada Prager University, uma organização de mídia conservadora estadunidense de Los Angeles, para participar da gravação de um vídeo que se tornou viral cujo título é How Socialism Ruined My Country, que em menos de um mês acumulou mais de três milhões de visualizações. Ele também participou de entrevista e conferências associada à entidade, em que expôs sua análise do atual quadro político e cultural brasileiro.
Em abril de 2017 anunciou sua saída da revista Veja. Segundo ele, devido a outra proposta de trabalho e apesar da insistência da atual empresa pela sua permanência.

### O Antagonista
Em maio de 2017 passou a integrar a equipe O Antagonista.

### Jovem Pan
Em junho de 2017, foi anunciada a sua contratação na rádio Jovem Pan para comandar junto com os jornalistas Joice Hasselmann, Fernando Martins e Claudio Tognolli o programa Os Pingos nos Is.
Em 10 de outubro, Claudio Tognolli foi substituído pelo também jornalista Augusto Nunes, pois Tognolli havia sido convocado para atuar novamente no programa Jovem Pan Morning Show da mesma emissora.[carece de fontes?]
Em fevereiro de 2018, após a saída de Hasselmann, Felipe Moura Brasil assumiu o posto de âncora do programa vespertino da emissora. Seu antigo posto de comentarista foi assumido pelo também jornalista José Maria Trindade, sem qualquer aviso prévio ou explicações a posteriori por parte da emissora.
Felipe se tornou o diretor de jornalismo da Jovem Pan no dia 20 de fevereiro de 2019, e anunciou seu desligamento do site O Antagonista, mas mantendo uma coluna quinzenal na Revista Crusoé.
Em fevereiro de 2020 desligou-se da rádio Jovem Pan. Em comunicado, disse que optou pela não renovação do contrato com a emissora.

### Rompimento com Olavo de Carvalho
Em 2019, Moura Brasil rompeu com Olavo de Carvalho devido à divergências no Caso Bebianno e passou a ser chamado por Olavo de "Xilique Moura Brasil". Em 2021, Felipe protocolou na justiça uma ação por danos morais contra Olavo de Carvalho na qual pedia uma indenização de R$ 80.000,00 (oitenta mil reais). Felipe reclamava que desde 2019 tinha sido chamado por Olavo de "vendido", "não confiável" e um "um puxa-saco que trocou de saco", além de trocadilhos com o nome de Felipe, o chamando de “Felipe Morra Brasil” ou “Chilique Morra o Brasil”.

### Retorno ao Antagonista
Em fevereiro de 2020 foi anunciada a notícia do seu retorno ao quadro de jornalistas de O Antagonista. Deixou o portal mais uma vez em 17 de fevereiro de 2021.

### Rádio BandNews FM
O jornalista foi apresentador do programa Salve, Salve BandNews na BandNews FM nas tardes de segunda a sexta entre os anos de 2020 e 2021. Mas em 2022, decidiu não renovar o contrato com a emissora e saiu. Atualmente, ele é colunista do UOL, da rádio Eldorado FM e do Estadão.

### CNN Brasil
Em 13 de agosto de 2022, o jornalista foi contratado pela CNN Brasil para cobrir as eleições no Brasil, além de contribuir com análises sobre política no canal de notícias. Foi apresentador do programa CNN Arena.
Em 21 de abril de 2023, foi desligado da CNN Brasil.

### Retorno Novamente ao Antagonista
Em 2 de outubro de 2023, Felipe Moura Brasil retornou ao portal O Antagonista, assumindo o cargo de diretor de jornalismo, função que também exerce na revista Crusoé. Desde então, apresenta o programa Papo Antagonista — que criou e nomeou em 2020 — transmitido de segunda a sexta-feira, às 18h, na TV BM&C (canais 579 Vivo, 563 Claro, SKY+) e no YouTube.

## Pensamento
Entre suas convicções políticas, defende o liberalismo econômico com estado mínimo como ''uma das soluções do combate a corrupção no Brasil''.

## Avaliações
Em outubro de 2016, foi considerado por estudo da big data brasileira Stilingue, o maior influenciador político do Twitter no Brasil.
Uma pesquisa realizada em 2017 pela ePoliticSchool (EPS) o listou entre os mais influentes das redes sociais em relação a temática política.

## Prêmios e indicações

### Prêmio IBest
| Ano  | Categoria  | Indicado  | Resultado |
| ---- | ---------- | --------- | --------- |
| 2021 | "Política" | Ele mesmo | Venceu    |